# Toomas Hendrik Ilves
Toomas Hendrik Ilves (Estocolm, Suècia, 26 de desembre de 1953) és un polític, diplomàtic i periodista estonià que va exercir de president d'Estònia entre 2006 i 2016. Va ser escollit per a aquest càrrec el 23 de setembre del 2006, derrotant el seu predecessor, Arnold Rüütel. El seu mandat va començar el 9 d'octubre del 2006. És diplomàtic i periodista i serveix actualment com a membre del Parlament Europeu.

## Biografia
Els seus pares eren refugiats estonians, cosa que va fer que Toomas es criés als Estats Units. Durant els anys 80, Ilves va treballar com a periodista i es va implicar activament en política, abans de la independència d'Estònia (que va ser el 1991). Ilves va servir posteriorment com a ambaixador d'Estònia als Estats Units, Canadà i Mèxic durant diversos anys.
El desembre de 1996, Ilves va ser Ministre d'Afers Exteriors d'Estònia, exercint aquest càrrec fins a la seva dimissió el setembre de 1998, quan es va fer membre d'un petit partit de l'oposició (Partit de la Gent). Ilves aviat va ser elegit president del Partit de la Gent. Després de les eleccions legislatives de març de 1999 va ser novament Ministre d'Afers Exteriors fins al 2002.
A les eleccions municipals d'octubre de 2002, el Partit de la Gent va ser derrotat i Toomas Hendrik Ilves va dimitir com a president del partit. En aquestes eleccions, el partit va rebre només 4,4% dels vots totals en tota la nació.
Des de 2003, Ilves és membre del Parlament Europeu i des de l'1 de maig de 2004, és membre de ple dret.
El 23 de març de 2006 va ser nominat pel Partit Reformista Estonià, resultat de la unió del Partit Pàtria i el seu partit, el Partit Socialdemòcrata, com a candidat a l'elecció presidencial 2006. El 13 de setembre de 2006, un grup de 80 intel·lectuals ben coneguts va publicar una declaració en suport a la candidatura d'Ilves. Entre els que van signar hi havia Neeme Järvi, Jaan Kross, Arvo Pärt i Jaan Kaplinski. Ilves va prometre concentrar-se més en la política estrangera. La tardor de 2016 va traspassar el seu càrrec a Kersti Kaljulaid.